# The Last Days of Oakland
The Last Days of Oakland è il secondo album in studio del cantautore americano Fantastic Negrito. Rayanne Pinna ha descritto l'album come "un record politico urgente che è alle prese con i molti cambiamenti che Oakland ha visto negli ultimi anni". Nel 2017, ha vinto un Grammy Award come miglior album blues contemporaneo.

## Tracce
1. The Last Days of Oakland (Intro) – 0:35
2. Working Poor – 4:00
3. About a Bird – 3:39
4. Scary Woman – 3:10
5. What Would You Do? (Interlude 1) – 1:19
6. The Nigga Song – 3:16
7. In the Pines" – 4:19
8. Hump Through the Winter – 3:54
9. Lost in a Crowd – 5:00
10. El Chileno (Interlude 2) – 0:41
11. The Worst – 3:51
12. Rant Rushmore – 5:01
13. Nothing Without You – 4:15
14. Push Back – 3:53
15. The Shadows – 3:34